# José Juan Vázquez
José Juan Vázquez (14 de març de 1988) és un futbolista mexicà.

## Selecció de Mèxic
Va formar part de l'equip mexicà a la Copa del Món de 2014.